# Richmond (Minnesota)
Richmond es una ciudad ubicada en el condado de Stearns en el estado estadounidense de Minnesota. En el Censo de 2010 tenía una población de 1422 habitantes y una densidad poblacional de 521,4 personas por km².

## Geografía
Richmond se encuentra ubicada en las coordenadas 45°27′20″N 94°30′54″O / 45.45556, -94.51500. Según la Oficina del Censo de los Estados Unidos, Richmond tiene una superficie total de 2.73 km², de la cual 2.67 km² corresponden a tierra firme y (2.28%) 0.06 km² es agua.

## Demografía
Según el censo de 2010, había 1422 personas residiendo en Richmond. La densidad de población era de 521,4 hab./km². De los 1422 habitantes, Richmond estaba compuesto por el 97.96% blancos, el 0.14% eran afroamericanos, el 0% eran amerindios, el 0.56% eran asiáticos, el 0% eran isleños del Pacífico, el 0.63% eran de otras razas y el 0.7% pertenecían a dos o más razas. Del total de la población el 1.76% eran hispanos o latinos de cualquier raza.